# عيفر (يريم)

تعديل مصدري - تعديل

عيفر محلة تابعة لقرية السبلة، التابعة لعزلة بني مسلم بمديرية يريم إحدى مديريات محافظة إب في الجمهورية اليمنية.، بلغ تعداد سكانها 24 حسب تعداد اليمن لعام 2004.